# Jérôme Lindon
Jérôme Lindon (Párizs, 1925. június 9. – Párizs, 2001. április 9.) francia könyvkiadó. 1948-2001 között a Les Éditions de Minuit igazgatója.

## Élete
1948-tól, 23 éves korától 2001-ben bekövetkezett haláláig volt a párizsi Les Éditions de Minuit könyvkiadó igazgatója, melynek vezetését ezután lánya Irène Lindon vett át. Az 1950-1960-as években a francia „új regény” (Nouveau roman) irodalmi mozgalom központi figurája. Kiadójánál jelent meg többek között Alain Robbe-Grillet, Samuel Beckett, Nathalie Sarraute és Marguerite Duras műveinek zöme.
Fia Mathieu Lindon (1955) író, unokaöccse Vincent Lindon (1959) színész.